# Hasret Kayikçi
Hasret Kayikçi (født 6. november 1991) er en kvindelig tysk fodboldspiller, der spiller angreb for SC Freiburg i 1. Frauen-Bundesliga og Tysklands kvindefodboldlandshold.
Hun deltog under EM i kvindefodbold 2017 i Holland og var også ligeledes også inkluderet i bruttotruppen til EM 2022 i England, men var ikke med i den endelige trup.

## Landsholdsstatistik
| # | Dato             | Lokation             | Modstander | Score | Resultat | Turnering               |
| - | ---------------- | -------------------- | ---------- | ----- | -------- | ----------------------- |
| 1 | 4. juli 2017     | Sandhausen, Tyskland | Brasilien  | 2–1   | 3–1      | Venskabskamp            |
| 2 | 24. oktober 2017 | Großaspach, Tyskland | Færøerne   | 8–0   | 11–0     | VM-kvalifikationen 2019 |
| 3 | 24. oktober 2017 | Großaspach, Tyskland | Færøerne   | 9–0   | 11–0     | VM-kvalifikationen 2019 |
| 4 | 24. oktober 2017 | Großaspach, Tyskland | Færøerne   | 10–0  | 11–0     | VM-kvalifikationen 2019 |
| 5 | 24. oktober 2017 | Großaspach, Tyskland | Færøerne   | 11–0  | 11–0     | VM-kvalifikationen 2019 |
| 6 | 4. marts 2018    | Harrison, NJ, USA    | England    | 1–0   | 2–2      | Venskabskamp            |